# خلنج فاغنر
خلنج فاغنر (بالإنجليزية: Erica Wagner)‏ هي صحفية وكاتِبة أمريكية، ولدت في 24 سبتمبر 1967 في نيويورك في الولايات المتحدة.